# دار حقون (بني سوغات)
دار حقون هو دُوَّار يقع بجماعة أولاد مكودو، إقليم صفرو، جهة فاس مكناس في المملكة المغربية. ينتمي الدوّار لمشيخة بني سوغات التي تضم 6 دواوير. يقدر عدد سكانه بـ 1131 نسمة حسب الإحصاء الرسمي للسكان والسكنى لسنة 2004.

## روابط خارجية
- البوابة الوطنية للجماعات الترابية نسخة محفوظة 12 مارس 2018 على موقع واي باك مشين.
- المندوبية السامية للتخطيط